# 胡胜才
胡胜才（1958年12月—），男，天津人，中华人民共和国政治人物、外交官，曾任天津市归国华侨联合会党组书记、主席，中华全国归国华侨联合会副主席。

## 生平
胡胜才毕业于天津外国语大学日语系。1982年，进入天津市外事办公室工作。1984年至1986年，先后在日本群马大学、高崎大学进修。1986年，在天津市对外经济贸易委员会任职员。1989年，任天津市外事办公室副处长，后升任处长。1994年，任天津市外事办公室副主任。2005年，调入中华人民共和国外交部系统，在外交部高级外交官培训班接受培训。2006年，任驻日本大使馆参赞。2007年8月，出任中华人民共和国驻札幌总领事。2011年8月，自驻札幌总领事离任。

## 家庭
已婚，有一女。